# مزرعة باقر أباد
مزرعة باقر أباد (بالفارسية: مزرعه باقرآباد) هي قرية تقع في قسم جلغة تشاة هاشم الريفي (مقاطعة دلغان) في إيران. يقدر عدد سكانها بـ 35 نسمة .